# Varavudh Suteethorn
Varavudh Suteethorn (Thai: วราวุธ สุธีธร) (* 10. Oktober 1948) ist ein thailändischer Geologe und Wirbeltierpaläontologe.

## Leben
Varavudh Suteethorn wurde am 10. Oktober 1948 in Nakhon Pathom, (Thailand) geboren. 1967 schloss er sein Geologiestudium an der Universität Chiang Mai mit einem B.Sc. ab und arbeitete ab 1974 als Geologe bei der Geological Survey Division am thailändischen Department of Mineral Resources. Im Rahmen dieser Tätigkeit fertigte Suteethorn geologische Feldaufnahmen, unter anderem auch im Nordosten Thailands an.
Nachdem 1976 im Isan erstmals Dinosaurier-Fossilien identifiziert worden waren, setzte Anfang der 1980er-Jahre eine intensive Forschungstätigkeit durch ein gemeinschaftliches thailändisch-französisches Forschungsteam ein. Suteethorn war aufgrund seiner Geländekenntnisse von Anfang an in dieses Forschungsteam bestellt worden. Die Arbeit des Teams erwies sich als überaus erfolgreich und führte zu zahlreichen Neuentdeckungen und entsprechenden Fachpublikationen, an denen Suteethorn maßgeblich beteiligt war. Gleichzeitig absolvierte er in Frankreich und Kanada eine Ausbildung zum Fossilpräparator und erhielt 1986 ein entsprechendes Diplom der Universität Pierre und Marie Curie in Paris.
Ab 1992 übernahm er die Leitung der thailändischen Gruppe innerhalb des Forschungsteams. Ab 1995 trägt er einen Ph. D. (Biologie) der Universität Maha Sarakham, wo er seit 1996 am Palaeontological Research and Education Centre (PRC) tätig ist.
Sein Forschungsgebiet ist die mesozoische und känozoische Wirbeltierfauna Thailands. Suteethorn beschrieb als Co-Autor, mehrere Dinosaurier, darunter Phuwiangosaurus, Siamotyrannus, Kinnareemimus, Isanosaurus und Siamodon aber auch fossile Säuger wie etwa Khoratpithecus, einen frühen Verwandten der heutigen Orang-Utans, den fossilen Riesengleiter Dermotherium major oder den Anthracotheren Siamotherium krabiense sowie zahlreiche andere fossile Wirbeltiere.
Varavudh Suteethorns Sohn, Suravech Suteethorn, ist ebenfalls als Wirbeltierpaläontologe an der Universität Maha Sarakham tätig.

## Auszeichnungen und Ehrungen
- 1986: Die Zähne eines megalosauroiden Dinosauriers aus der Sao-Khua-Formation im Nordosten Thailands werden zu Ehren von Suteethorn dem Taxon Siamosaurus suteethorni zugewiesen.[4]
- 2006: Skinner Award der Society of Vertebrate Paleontology (SVP).[1]

## Wissenschaftliche Veröffentlichungen (Auswahl)
- V. Suteethorn, E. Buffetaut, R. Helmcke-Ingavat, J.-J. Jaeger & Y. Yongkanjanasoontorn: Oldest known Tertiary mammals from South East Asia: middle Eocene primate and anthracotheres from Thailand. In: Neues Jahrbuch für Geologie und Paläontologie – Monatshefte, Band 1988, No. 9, S. 563–570, 1988.
- E. Buffetaut & V. Suteethorn: A sauropod skeleton associated with theropod teeth in the upper jurassic of Thailand: Remarks on the taphonomic and palaeoecological significance of such associations. In: Palaeogeography, Palaeoclimatology, Palaeoecology, Vol. 73, Issues 1–2, S. 77–83, 1989.
- H. Cappetta, E. Buffetaut & V. Suteethorn: A new hybodont from the Lower Cretaceous of Thailand. In: Neues Jahrbuch für Geologie und Paläontologie – Monatshefte, Band 11, S. 659–666, 1990.
- J.-M. Mazin, V. Suteethorn, E. Buffetaut, J.-J. Jaeger & R. Helmcke-Ingavat: Preliminary description of Thaisaurus chonglakmanii n.g. n. sp., a new ichthyopterygian (Reptilia) from the Early Triassic of Thailand. In: Comptes Rendus de L’Académie des Sciences, Série II, Vol. 313, S. 1207–1212, 1991.
- S. Ducrocq, E. Buffetaut, H. Buffetaut-Tong, J.-J. Jaeger, Y. Yongkanjanasoontorn, & V. Suteethorn: First fossil flying lemur: A dermopteran from the Late Eocene of Thailand. In: Palaeontology, Vol. 35, No. 2, S. 373–380, 1992. (Digitalisat)
- E. Buffetaut & V. Suteethorn: The dinosaurs of Thailand. In: Journal of Southeast Asian Earth Sciences, Vol. 8, S. 77–82, 1993. doi:10.1016/0743-9547(93)90009-E. (Digitalisat)
- V. Martin, E. Buffetaut & V. Suteethorn: A new genus of sauropod dinosaur from the Sao Khua Formation (Late Jurassic or Early Cretaceous) of northwestern Thailand. In: Comptes Rendus de l'Academie des Sciences. Série 2: Mécanique, Physique, Chimie, Astronomie, Sciences de la Terre et des Planètes. Vol. 319, S. 1085–1092, 1994. ISSN 0249-6305, (Digitalisat).
- V. Suteethorn, V. Martin, E. Buffetaut, S. Triamvichanon, & Y Chaimanee: A new dinosaur locality in the Lower Cretaceous of northeastern Thailand. In: Comptes rendus de l'Academie des sciences, Second Series, Vol. 321, No. 11, S. 1041–1047, 1995.
- E. Buffetaut, V. Suteethorn & H. Tong: The earliest known tyrannosaur from the Lower Cretaceous of Thailand. In: Nature, Vol. 381, S. 689–691, 1996. doi:10.1038/381689a0
- E. Buffetaut & V. Suteethorn: Early Cretaceous dinosaurs from Thailand and their bearing on the early evolution and biogeographical history of some groups of Cretaceous dinosaurs. In: S. G. Lucas, J. I. Kirkland & J. W. Estep (Hrsg.): Lower and Middle Cretaceous Terrestrial Ecosystems. New Mexico Museum of Natural History Bulletins, No. 14, S. 205–210, 1998. (Digitalisat)
- V. Martin, E. Buffetaut & V. Suteethorn: Description of the type and referred material of Phuwiangosaurus sirindhornae Martin, Buffetaut and Suteethorn, 1994, a sauropod from the Lower Cretaceous of Thailand. In: Oryctos. Vol. 2, S. 39–91, 1999, ISSN 1290-4805.
- E. Buffetaut, V. Suteethorn, G. Cuny, H. Tong, J. Le Loeuff, S. Khansubha & S. Jongautchariyakul: The earliest known sauropod dinosaur. In: Nature. Vol. 407, No. 6800, S. 72–74, 2000 doi:10.1038/35024060.
- H. Tong, E. Buffetaut & V. Suteethorn: Middle Jurassic turtles from southern Thailand.  In: Geological Magazine, Vol. 139, No. 6, S. 687–697, 2002. (Digitalisat)
- Y. Chaimanee, V. Suteethorn, P. Jintasakul, Ch. Vidthayanon, B. Marandat & J.-J. Jaeger: A new orang-utan relative from the Late Miocene of Thailand. In: Nature. Band 427, S. 439–441, 2004 doi:10.1038/nature02245
- G. Cuny, V. Suteethorn & S. Kamha: A review of the hybodont sharks from the Mesozoic of Thailand. In: International Conference on Geology, Geotechnology and Mineral Resources of Indochina (GEOINDO 2005), S. 588–593, 2005. (Digitalisat)
- G. Cuny, V. Suteethorn, S. Kamha, E. Buffetaut & M. Philippe: A new hybodont shark assemblage from the Lower Cretaceous of Thailand. In: Historical Biology, Vol. 18, No. 1, S. 21–31, 2006. doi:10.1080/08912960500510495
- E. Buffetaut, G. Cuny, J. Le Loeuff & V. Suteethorn (Hrsg.): Late Palaeozoic and Mesozoic Continental Ecosystems in SE Asia, The Geological Society, London, Special Publications, No. 315, 306 S., 2009, ISBN 978-1-86239-275-5.
- J. Le Loeuff, K. Lauprasert, S. Suteethorn, Ch. Souillat, V. Suteethorn & E. Buffetaut: Late Early Cretaceous Crocodyliform Trackways from Northeastern Thailand. In: Bulletin of New Mexico Museum of Natural History and Science, Vol. 51, S. 175–178, 2010. (Digitalisat)
- J. Le Loeuff, Ch. Laojumpon, S. Suteethorn & V. Suteethorn, Varavudh: Magic fossils – on the use of Triassic coprolites as talismans and medicine in South East Asia. In: Fundamental – 10th Annual Meeting of the European Association of Vertebrate Palaeontologists. Vol. 20, S. 123–125, 2012. (Digitalisat)
- L. Cavin, U. Deesri & V. Suteethorn: Osteology and Relationships of Thaiichthys nov. gen.: A Ginglymodi from the Late Jurassic – Early Cretaceous of Thailand In: Palaeontology, Vol. 56, Part 1, S. 183–208, 2013. (Digitalisat)
- G. Cuny, R. Liard, U. Deesri, T. Liard, S. Khamha & V. Suteethorn: Shark faunas from the Late Jurassic—Early Cretaceous of northeastern Thailand. In: Paläontologische Zeitschrift, Vol. 88, No. 3, S. 309–328, 2014. doi:10.1007/s12542-013-0206-0
- E. Buffetaut, V. Suteethorn, S. Suteethorn, U. Deesri & H. Tong: An azhdarchoid pterosaur humerus from the latest Jurassic (Phu Kradung Formation) of Phu Noi, north-eastern Thailand. In: Research & Knowledge, Vol. 1, S. 43–47, 2015. (Digitalisat)
- J. Goedert, R. Amiot, L. Boudad, E. Buffetaut, F. Fourel, P. Godefroit, N. Kusuhashi, V. Suteethorn, H. Tong, M. Watabe & Ch. Lécuyer: Preliminary Investigation of Seasonal Patterns Recorded in the Oxygen Isotope Compositions of Theropod Dinosaur Tooth Enamel. In: Palaios, Vol. 31, S. 10–19, 2016. (Abstract)
- Ch. Laojumpon, V. Suteethorn, Ph. Chanthasit, K. Lauprasert & S. Suteethorn: New Evidence of Sauropod Dinosaurs from the Early Jurassic Period of Thailand. In: Acta Geologica Sinica (English Edition), Vol. 91, S. 1169–1178, 2017. doi:10.1111/1755-6724.13352